# Jérôme Prieur
Pour les articles homonymes, voir Prieur.
Jérôme Prieur, né le 29 janvier 1951 à Paris, est un écrivain et cinéaste français.
Il est l'auteur d'une vingtaine d'essais, d'un roman et de nombreux films documentaires, pour la plupart en rapport avec l'histoire. Il a reçu en 2014 et en 2022 le prix du documentaire décerné par l'Association française des critiques de cinéma et de télévision.

## Biographie
Après un doctorat en lettres modernes et un diplôme d'études supérieures de droit international, Jérôme Prieur participe très tôt à diverses revues littéraires, dont Les Cahiers du Chemin et Obliques, puis tient la chronique cinéma de La Nouvelle Revue française (1976-1983) et continue à publier ensuite dans diverses revues littéraires.
De 1980 à 1989, il devient producteur pour l’INA et dirige notamment la collection de portraits d'écrivains contemporains Les Hommes-Livres, à laquelle on doit, entre autres, les portraits de Louis-René des Forêts, Henri Thomas, Claude Simon, Maurice Roche, Béatrix Beck, Jean Grosjean, Philippe Jaccottet, André Frénaud, Édouard Glissant, Albert Cossery, Jude Stéfan, Jean Starobinski, Michel Butor, Henry Bauchau, Maurice Chappaz ou encore Pierre Michon.
Il a également collaboré au scénario et aux dialogues de quelques longs métrages, dont Le Pont du Nord de Jacques Rivette, Hôtel du Parc de Pierre Beuchot, En compagnie d'Antonin Artaud de Gérard Mordillat, d’après Jacques Prevel, et Paddy d’après Henri Thomas.
Depuis son premier livre paru en 1980, Jérôme Prieur a publié une vingtaine d'essais et de textes en prose, qui tournent pour l'essentiel autour de la question du passé et des images.
Quant à ses films, tous documentaires, c’est essentiellement l’histoire ancienne ou récente qu’ils explorent, mais aussi la littérature et les arts, allant de l'Antiquité à l'Occupation et à la Seconde Guerre mondiale en passant par la préhistoire du cinéma ou la peinture romane.
Parallèlement, Jérôme Prieur a entrepris avec Gérard Mordillat un vaste travail autour des origines du christianisme qui a donné lieu à quatre série de films pour Arte d'une quarantaine d’heures au total et à plusieurs livres, dont le retentissement reste considérable : Corpus Christi, L'Origine du christianisme, L'Apocalypse, puis Jésus et l'islam.

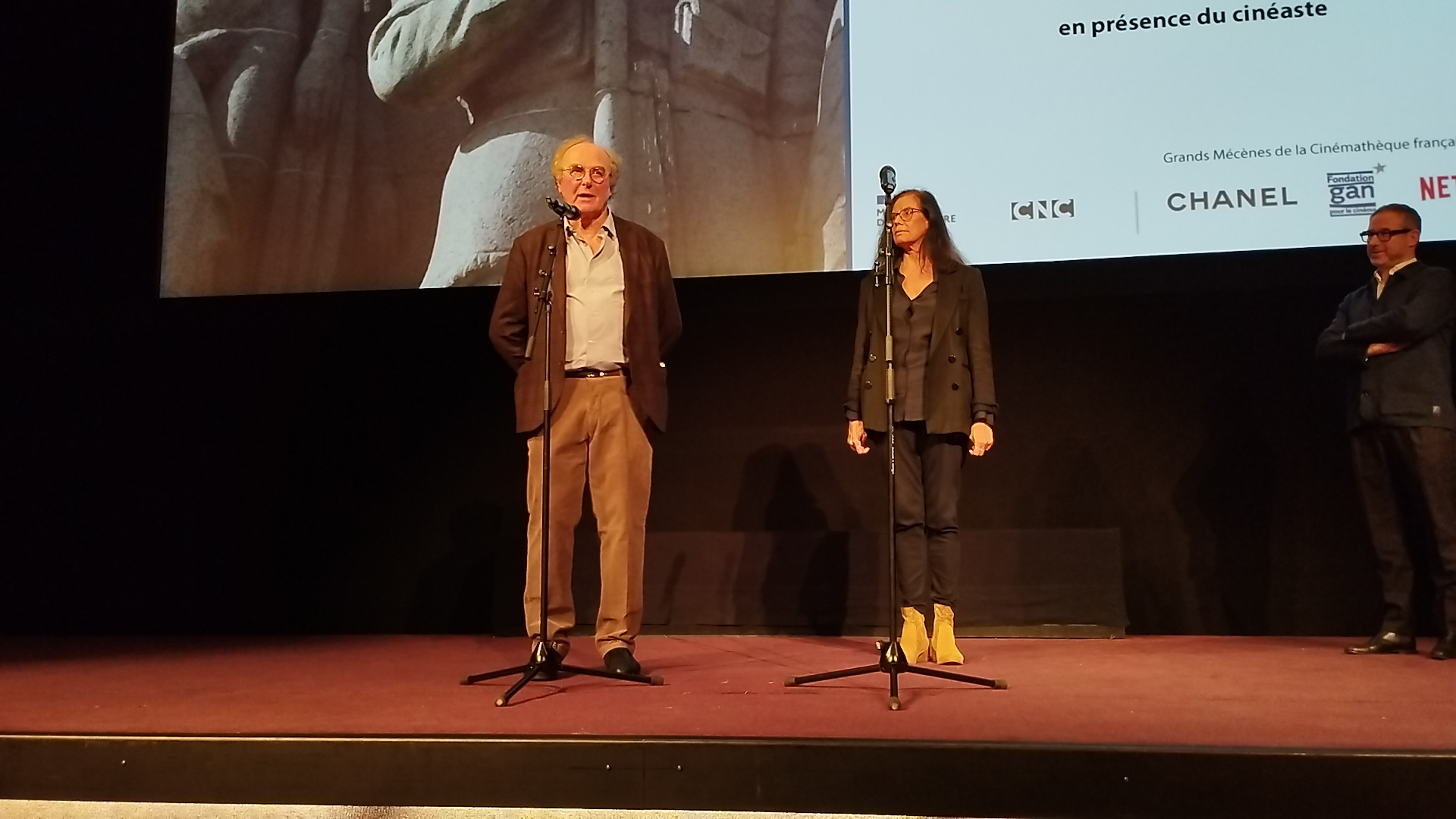
Avant-première de Les Sentinelles de l'oubli présentée par Jérôme Prieur à la Cinémathèque française, en décembre 2023.

Jean-Marie Salamito, un universitaire catholique spécialiste de la littérature chrétienne antique, a engagé une polémique avec les deux réalisateurs, les accusant d'avoir déformé et isolé de leur contexte des propos d'experts et des citations d'auteurs, dans une perspective antichrétienne, ce qui a déclenché la réaction de plusieurs universitaires de renom dont Paul Veyne et Michel Tardieu, professeurs au Collège de France, à l'occasion d'une tribune collective publiée dans le journal Libération le 18 mars 2009. Dès 2000 et 2001, après la sortie des livres Jésus contre Jésus (1999), et Jésus, illustre et inconnu (2001), un enseignant d'histoire Thierry Murcia, spécialiste du christianisme des origines et de la littérature rabbinique, avait critiqué le parti pris des deux auteurs.
En 2016, Jérôme Prieur a été professeur invité à l'École polytechnique fédérale de Zürich (ETH) où il a tenu la chaire de Littérature et culture française.

## Publications
- 1980 : Nuits blanches, essai sur le cinéma
- 1985 : Séance de lanterne magique (essai)  (ISBN 2070703746)
- 1993 : Le Spectateur nocturne, une anthologie
- 1997 : Guerre éclair
- 1999 : Jésus contre Jésus (essai) (avec Gérard Mordillat)
- 2000 : Petit tombeau de Marcel Proust
- 2001 : Jésus, illustre et inconnu (essai) (avec Gérard Mordillat)
- 2001 : Proust fantôme (Prix Céleste)
- 2002 : Tous les objets sont des sphinx
- 2004 : Jésus après Jésus, l'origine du christianisme (essai) (avec Gérard Mordillat)
- 2006 : La Fabrique des doubles (photographies de Gérard Macé)
- 2006 : Roman noir (essai sur la littérature gothique) - Prix Louis-Barthou de l’Académie française en 2007
- 2008 : Babylone 1900 (avec 3 bois gravés de Félix Vallotton)
- 2008 : Jésus sans Jésus : la christianisation de l'empire romain (avec Gérard Mordillat) (ISBN 978-2-02-079656-9, présentation en ligne)
- 2010 : Le Mur de l'Atlantique, monument de la collaboration  (ISBN 978-2-7578-6713-6)
- 2010 : Rendez-vous dans une autre vie, essai sur le passé et l'archéologie - Prix Roland-de-Jouvenel de l’Académie française en 2011
- 2012 : Ingres en miroir
- 2012 : Marcel avant Proust, suivi de Marcel Proust, Le Mensuel retrouvé
- 2013 : Une femme dangereuse (roman)  (ISBN 978-2-84742-275-7)
- 2015 : Jésus selon Mahomet (essai) (avec Gérard Mordillat)   (ISBN 978-2-7578-6728-0)
- 2016 : Chez Proust, en tournant (journal)
- 2017 : Le Suaire (album dessiné) (avec Gérard Mordillat et Éric Liberge) : 3 tomes
- 2017 : Berlin, Les Jeux de 36 (essai)  (ISBN 9 782909 688862)
- 2018 : La moustache du soldat inconnu (essai)  (ISBN 978-2-02-140103-5) - Sélection Prix Medicis essai et Prix Femina essai
- 2020 : La Véritable Histoire d'Artaud le Mômo (avec Gérard Mordillat)  (ISBN 978-2-86853-633-4)
- 2021 : Lanterne magique, Avant le cinéma (essai)  (ISBN 9791091902649)
- 2021 : Vallotton cinéma  (ISBN 9 782840 683247)
- 2021 : La Leçon de cinéma de François Truffaut (en collaboration)  (ISBN 9782207 163986)
- 2022 : Où est passé le passé, Traces, archives, images (en collaboration avec Laurent Olivier)
- 2022 : Heures de Paris (en collaboration)  (ISBN 9 791093 098746)
- 2024 : Regarder et ne pas voir. Louis Gillet, un témoin au cœur des années sombres (1936-1943)  (ISBN 9782021557220)
- 2024 : Mon reliquaire, Supplément à Corpus Christi (essai)  (ISBN 9782385730307)
- 2025 : Sur le sentier de la guerre (récit)  (ISBN 9782902233-41-0)

## Filmographie
- 1993 : La Véritable Histoire d'Artaud le Mômo, coréalisé avec Gérard Mordillat
- 1993 : Jacques Prevel, de colère et de haine, coréalisé avec Gérard Mordillat
- 1995 : François Mauriac, coréalisé avec Olivier Guiton
- 1996 : Léon-Paul Fargue, souvenirs d’un fantôme
- 1998 : Corpus Christi, une série de 12 épisodes coréalisée avec Gérard Mordillat
- 1998 : Jean Paulhan, le don d’ubiquité
- 2000 : Proust vivant
- 2002 : Les Hommes oubliés de la Vallée des Rois
- 2002 : Deir el-Médineh
- 2003 : L'Origine du christianisme, une série de 10 épisodes coréalisée avec Gérard Mordillat
- 2004 : Le Réveil d’Apollon, film documentaire sur le chantier de restauration de la galerie d'Apollon au Louvre
- 2005 : Pasteur
- 2005 : Vercingétorix, une série documentaire sur les gaulois en trois parties
- 2006 : Raoul Ruiz, un portrait chilien
- 2006 : René Char, nom de guerre Alexandre
- 2008 : L’Apocalypse, une série de 12 épisodes coréalisée avec Gérard Mordillat
- 2010 : Le Mur de l'Atlantique, monument de la collaboration
- 2011 : Vivement le cinéma
- 2011 : À propos du procès Barbie
- 2012 : Dieppe, 19 août 1942
- 2013 : Hélène Berr, une jeune fille dans Paris occupé, long métrage documentaire d'après le journal d'Hélène Berr (1942-1944)
- 2014 : Le Petit Musée de Clémence d'Ennery
- 2015 : Jésus et l'Islam, une série de 7 épisodes coréalisée avec Gérard Mordillat
- 2016 : Les Jeux d'Hitler, Berlin 1936
- 2016 : Le Triomphe des images, il y a mille ans
- 2018 : Ma vie dans l'Allemagne d'Hitler en deux épisodes : « La conquête du pouvoir » et « La mise au pas »[8]
- 2019 : Occuper l'Allemagne, 1918-1930
- 2020 : Vivre dans l'Allemagne en guerre
- 2021 : Darlan, le troisième homme de Vichy
- 2022 : Les Suppliques, écrit avec Laurent Joly
- 2023 : Les Sentinelles de l'oubli
- 2023 : 1941, dernier bateau pour l'exil
- 2024 : Le Cas Léon K.